# Fotbal în Samoa Americană
Federația de Fotbal a Samoei Americane este corpul guvernamental al fotbalului în Samoa Americană. A fost fondată în 1984, afiliându-se la FIFA și la OFC în 1998. Organizează campionatul național și controlează echipele naționale, atât masculine, cât și feminine. Samoa Americană are una dintre cele mai slabe selecționate din lume datorită populației reduse a statului și popularității altor sporturi precum fotbalul american, baschetul sau baseball-ul. De fapt, statul deține recordul celei mai mari înfrângeri într-un meci oficial de fotbal, pierzând cu scorul de 31-0
într-un meci cu Australia, disputat pe 11 aprilie 2001. Samoa Americană nu a câștigat niciun meci organizat de FIFA. Singura victorie înregistrată a fost împotriva selecționatei insulelor Wallis și Futuna în 1983 (3-0), când niciuna dintre echipe nu erau încă membre FIFA (Wallis și Futuna sunt încă neafiliate).